# نیروی هوایی نیروی زمینی ایالات متحده آمریکا
نیروی هوایی نیروی زمینی ایالات متحده آمریکا (انگلیسی: United States Army Air Forces) بخش خشکی‌پایه رزم هوایی نیروی زمینی ایالات متحده در دوره جنگ جهانی دوم و دو سال پس از آن بود.